# Cherlān Qūch
Cherlān Qūch (persiska: چِرلانقوش, چرلان قوچ, Cherlānqūsh) är en ort i Iran.   Den ligger i provinsen Zanjan, i den nordvästra delen av landet, 400 km väster om huvudstaden Teheran. Cherlān Qūch ligger 1 769 meter över havet och antalet invånare är 200.
Terrängen runt Cherlān Qūch är kuperad åt nordost, men åt sydväst är den bergig. Runt Cherlān Qūch är det ganska glesbefolkat, med 47 invånare per kvadratkilometer. Närmaste större samhälle är Māhneshān, 15,3 km söder om Cherlān Qūch. Trakten runt Cherlān Qūch består i huvudsak av gräsmarker.